# 미카게 에이지
미카게 에이지(일본어: 御影 瑛路, 1983년 7월 27일 ~ ) 은 일본의 소설가이다. 작가를 목표로 해 대학을 퇴학하고 당시 집필 중이였던 《우리들은 어디에도 열지 않는다》로 데뷔했다.

## 수상
- 제 11회 전격 소설 대상 최종 전형 후보 《우리들은 어디에도 열지 않는다》

## 작품 목록
- 우리들은 어디에도 열지 않는다 (전격 문고, 단권)
- 카스미 레이나 시리즈 (전격 문고, 전 2권)
- 공허의 상자와 제로의 마리아 (삽화 : 테츠오, 전 6권)
- 마계 탐정 명왕성0 시리즈 중 1작품 (미디어 웍스 문고, 단권, 에치젠 마타로 명의)
- 네가 울 때까지 계속 밟을거야! 시리즈 (삽화 : nyanya, 전격 문고, 전 2권)
- F랭크의 폭군 (삽화 : 南方純, 전격 문고, 전 2권)